# Málaga rozijnen

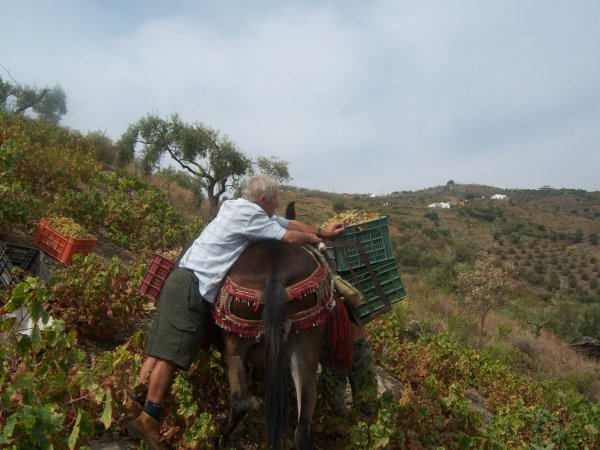
Wijnoogst in een wijngaard van Árchez.

Málaga rozijnen zijn een beschermde oorsprongsbenaming voor rozijnen geproduceerd in precies omschreven regio's in de provincie Málaga (Spanje). Deze regio's voldoen aan de eisen zoals vastgesteld door de commissie die de regels voorschrijft.

## Geschiedenis
De muskaatdruif werd tussen de zevende en vijftiende eeuw door moslims naar Spanje gebracht. De productie van rozijnen in de Axarquía van Málaga bestaat al minstens drie eeuwen.   

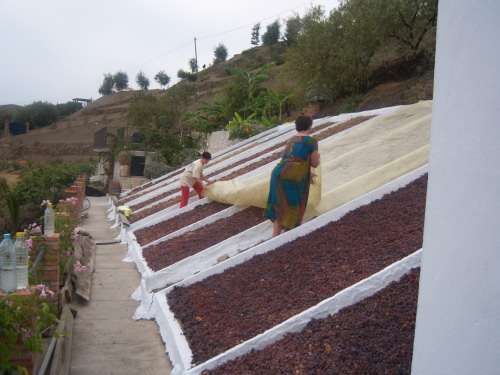
Paseros, de droogrekken waar de druiven drogen.

In 2017 kregen de rozijnen van de traditionele oogst van de muskaatdruif in bepaalde regio's van de provincie Málaga als  eerste in Europa het keurmerk agrarische erfgoed van de mensheid. In hun eindoordeel vermeldden de experts van UNESCO het belang van de cultivatie van de druif voor de gemeenschap in de betreffende gebieden. Daarbij noemden ze ook de belangrijke rol die de teelt van druiven voor het landschap in deze bergachtige gebieden speelt. De cultivatie voorkomt bodemerosie. De druiven worden ook bezongen in de lokale Verdiales liederen

Uva pámpana y ara 

tres cosas tiene mi viña

uva pámpana y ara

tres cosas tiene mi niña
 
rubia alta y colora

## Kenmerken
De rozijnen worden geproduceerd door bessen van de vitis vinifera te drogen in de zon. Dit gebeurt in de zogenaamde paseros, speciale droogrekken. De beschermde oorsprongsbenaming heeft alleen betrekking op de rozijnen die worden geproduceerd in de regio Axarquía en de deelzone van de westkust, een gebied dat Manilva, Casares en Estepona omvat. Malaga-rozijnen worden gemaakt van druiven van de Muskaat-variëteit.
De Axarquía, gelegen ten oosten van de stad Malaga, omvat in totaal 35 gemeenten. Deze beschermde rozijn wordt in ongeveer 15 van deze gemeenten geproduceerd, zoals in Comares.